# タラ・バブルファト
タラ・バブルファト（Tara Babulfath　2006年1月3日- ）はスウェーデン・ストックホルム出身の柔道選手。階級は48kg級。父親のモハンマド・バブルファトはイランからスウェーデンに帰化して、2004年のアテネオリンピックレスリングのグレコローマン74㎏級に出場した。母親のイダ・ヘルストロムは2002年レスリング世界選手権48㎏級で3位になった。

## 経歴
柔道は7歳の時に始めた。家族の影響により、10代半ばまでレスリングにも時々取り組んでいた。2021年のヨーロッパカデ44㎏級で2位になった。2022年のヨーロッパカデ48㎏級で優勝するが、世界カデでは決勝で日本の宮木果乃に袈裟固で敗れて2位だった。2023年の世界カデでは3位、世界ジュニアでは3回戦で宮木に背負投で敗れた。グランドスラム・東京では準決勝で日本の角田夏実に腕挫十字固で敗れると、3位決定戦でも宮木に反則負けを喫して5位だった。2024年のグランドスラム・バクーでIJFワールド柔道ツアー初優勝を飾った。世界選手権では準決勝でイタリアのアッスンタ・スクットに敗れるも3位になった。パリオリンピックでは準決勝で角田と対戦すると、7分近い戦いの末に反則負けを喫した。両手で組み手を切ったために3つ目の指導を受けたが、本人はそれに納得がいかず審判に食って掛かる場面も見られた。3位決定戦ではカザフスタンのアビバ・アブジャキノワを破り、18歳にしてオリンピックでスウェーデンの選手として初のメダルとなる銅メダルを獲得した。なお、今大会で唯一角田から技によるポイントを奪われなかった。元世界チャンピオンで角田のライバルでもあった志々目愛からの指導を受けたことが功を奏したといい、メダル獲得後に感謝の意を示している。大会後にIJFは、準決勝で示した審判への態度が柔道精神に反していたとして、3か月間の大会出場停止処分を科した。復帰直後にU23ヨーロッパ選手権で優勝した。2025年2月のグランドスラム・パリでは準決勝で近藤美月に反則負けを喫して3位、グランドスラム・バクーでも決勝で角田に反則負けして2位だった。4月からは現役を引退したばかりの鍋倉那美が専属コーチに就任することになった。
IJF世界ランキングは2484ポイント獲得で29位(25/6/2現在)。

## 主な戦績
- 2021年 - ヨーロッパカデ　2位(44㎏級)
- 2022年 - ヨーロッパカデ　優勝
- 2022年 - 世界カデ　2位
- 2023年 - 世界カデ　3位
- 2023年 - グランドスラム・東京　5位
- 2024年 - グランドスラム・バクー　優勝
- 2024年 - グランドスラム・タシケント　3位
- 2024年 - 世界選手権　3位
- 2024年 - パリオリンピック　3位
- 2024年 - U23ヨーロッパ選手権　優勝
- 2025年 - グランドスラム・パリ　3位
- 2025年 - グランドスラム・バクー　2位
- 2025年 -　グランドスラム・トビリシ　3位
- 2025年 - 世界選手権　7位

(出典、JudoInside.com)